# Frente Nacional de Alianza Libre
Frente Nacional de Alianza Libre (FNAL) va ser una organització política espanyola d'inspiriació falangista constituïda en 1968 per Manuel Hedilla després de la seva marxa del radical Front Sindicalista Revolucionari de Narciso Perales. Durant el franquisme actuava sota la cobertura de l'Editorial FNAL.
En 1970, a la mort de Hedilla, el lideratge va passar a Patricio González de Canales. En 1976 va participar en un congrés d'unificació de la Falange que va donar origen a la Falange Española de las JONS Auténtica. Tanmateix en 1978 el FNAL es va constituir com a partit polític encara que sense tenir activitat pública des de llavors.